# Ассоциация культуры немецких евреев
Культурная лига немецких евреев (Культурбунд) была организацией взаимопомощи в национал-социалистической Германии, которую основали активисты еврейской общины для помощи деятелям культуры, пострадавших от нацистских запретов и ограничений. В свою очередь, власти использовали Культурбунд, который был разрешён до 1941 года, чтобы контролировать и изолировать еврейских деятелей культуры.

## История
Культурбунд был основан в июле 1933 года в Берлине как реакция на недавнее увольнение еврейских художников из государственных культурных предприятий в результате принятия «Закона о восстановлении профессиональной государственной службы». Инициаторами создания ассоциации, которая первоначально называлась Kulturbund Deutscher Juden в 1933 году, были режиссёр Курт Бауман и невролог, музыковед и бывший художественный руководитель оперы Шарлоттенбург Курт Зингер. В первые несколько лет Берлинская культурная ассоциация приняла около 20 000 членов.
Ассоциация, финансируемая за счет членских взносов, была в первую очередь предназначена для того, чтобы предоставить безработным деятелям культуры еврейского происхождения новые возможности трудоустройства. От первоначального обозначения Kulturbund Deutscher Juden вскоре пришлось отказаться, поскольку сочетание слов «немецкий» и «еврейский» было политически нежелательным.
По образцу берлинской организации возникли культурные ассоциации евреев во многих других городах. В 1935 году насчитывалось более 36 региональных и местных культурных объединений, насчитывавших в целом около 70 000 членов. Отдельные ассоциации были вынуждены объединяться к августу 1935 года в Имперское объединение еврейских культурных ассоциаций Германии (Reichsverband jüdischer Kulturbünde in Deutschland, RJK). RJK был подчинен Имперскому министерству просвещения и пропаганды. Мероприятия ассоциации, которые подвергались цензуре и контролировались гестапо, должны были быть одобрены руководителем Имперской палаты культуры Гансом Хинкелем. Кроме того, RJK применял самоцензуру, чтобы обеспечить деятельность Культурной ассоциации. В июле 1937 года под эгидой RJK было объединено 120 независимых организаций, включая синагоги и культурные ассоциации.
Мероприятия культурной ассоциации проходили практически ежедневно в Берлине. В 1933—1935 гг. они в основном проводились в обветшалом здании старого Берлинского театра (de:Berliner Theater), которое было снесено в 1935 году. В октябре 1933 года была поставлена пьеса Лессинга «Натан Мудрый»; режиссёром был Карл Лёвенберг, главную роль сыграл Курт Кач.
В 1935 году была основана Берлинская опера Культурной ассоциации под руководством Курта Зингера. Не меньшую активность проявлял Гамбургский Культурбунд. Мероприятия включали театральные и оперные представления, концерты, кабаре, показы фильмов, лекции и выставки.
Чтобы предотвратить какой-либо обмен между еврейским и нееврейским культурным миром, неевреи не допускались на мероприятия Культурбунда ни в качестве посетителей, ни в качестве участников. В рамках своих мероприятий Культурбунду также всё реже разрешалось исполнять произведения авторов и композиторов, которых считали особенно «немецкими». В еврейской общественности эта ситуация «духовного гетто» была предметом споров.
После ноябрьских погромов в 1938 году большинство еврейских учреждений были вынуждены закрыться. Только Берлинский культурный союз получил разрешение от Геббельса на продолжение своей пропагандистской деятельности. RJK был распущен в 1939 году; вместо него возникла организация «Kulturbund in Deutschland e.В.», которая отвечала за все еврейские культурные мероприятия и сама их осуществляла. За пределами Берлина еврейские культурные мероприятия организовывались редко. Эмиграция многих крупных деятелей культуры еврейского происхождения способствовала упадку Культурбунда.
11 сентября 1941 года гестапо распустило Культурбунд. Многие из его членов и должностных лиц, в том числе основатель Курт Зингер, были депортированы в концлагеря и погибли во время Холокоста.